# Friedrich Wilhelm Christian Marburg
Friedrich Wilhelm Christian Marburg (* 1. Mai 1803 in Altona; † 16. Februar 1867 in Hamburg) war ein Hamburger Kaufmann und Abgeordneter.

## Leben
Marburg war Kaufmann in der Firma Fr. Wm. Marburg & Co.  Von 1837 bis 1844 fungierte Marburg als Kapitän der 8. Kompanie des 4. Bataillons des Bürgermilitärs.
Er wirkte von 1844 bis 1846 als Adjunkt der St. Michaeliskirche, von 1847 bis 1862 als Hundertachtziger, in den Jahren 1860 und 1861 als verwaltender Vorsteher. 
Von 1863 bis 1865 war er Sechziger und 1864 Gotteskastenverwalter derselben. Von 1853 bis 1858 hatte er das Amt des Steuerschätzbürgers inne. Marburg gehörte von 1860 bis 1864 der Steuerdeputation an. 
Marburg war Mitglied der Hamburger Konstituante. Von 1859 bis 1865 gehörte er der Hamburgischen Bürgerschaft an; er wurde in den allgemeinen Wahlen des 22. Bezirkes gewählt.